# Cifrario di Bacone

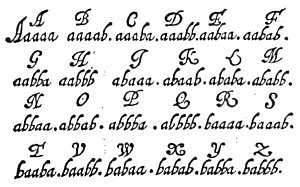
Cifrario di Bacone.

Il cifrario di Bacone o cifrario baconiano è un metodo di codifica steganografica dei messaggi ideato da Francesco Bacone nel 1605. Nella steganografia, un messaggio è nascosto nella presentazione del testo, piuttosto che nel suo contenuto. I cifrari baconiani sono classificati sia come cifrari di sostituzione (in codice semplice) sia come cifrari di occultamento (utilizzando i due caratteri).

## Decodifica e dodifica del Cifrario
Per codificare un messaggio, ogni lettera del testo in chiaro viene sostituita da un gruppo di cinque lettere 'A' o 'B'. Questa sostituzione è una codifica binaria a 5 bit e viene eseguita secondo l'alfabeto del cifrario baconiano (dall'alfabeto latino), mostrato di seguito:
| Lettera | Codice | Numero binario |
| ------- | ------ | -------------- |
| A       | aaaaa  | 00000          |
| B       | aaaab  | 00001          |
| C       | aaaba  | 00010          |
| D       | aaabb  | 00011          |
| E       | aabaa  | 00100          |
| F       | aabab  | 00101          |
| G       | aabba  | 00110          |
| H       | aabbb  | 00111          |
| I, J    | abaaa  | 01000          |
| K       | abaab  | 01001          |
| L       | ababa  | 01010          |
| M       | ababb  | 01011          |

| Lettera | Codice | Numero binario |
| ------- | ------ | -------------- |
| N       | abbaa  | 01100          |
| O       | abbab  | 01101          |
| P       | abbba  | 01110          |
| Q       | abbbb  | 01111          |
| R       | baaaa  | 10000          |
| S       | baaab  | 10001          |
| T       | baaba  | 10010          |
| U, V    | baabb  | 10011          |
| W       | babaa  | 10100          |
| X       | babab  | 10101          |
| Y       | babba  | 10110          |
| Z       | babbb  | 10111          |

Una seconda versione del cifrario di Bacon usa un codice univoco per ogni lettera. In altre parole, I, J, U e V hanno ciascuna il proprio schema in questa variante:
| Lettera | Codice | Numero binario |
| ------- | ------ | -------------- |
| A       | aaaaa  | 00000          |
| B       | aaaab  | 00001          |
| C       | aaaba  | 00010          |
| D       | aaabb  | 00011          |
| E       | aabaa  | 00100          |
| F       | aabab  | 00101          |
| G       | aabba  | 00110          |
| H       | aabbb  | 00111          |
| I       | abaaa  | 01000          |
| J       | abaab  | 01001          |
| K       | ababa  | 01010          |
| L       | ababb  | 01011          |
| M       | abbaa  | 01100          |

| Lettera | Codice | Numero binario |
| ------- | ------ | -------------- |
| N       | abbab  | 01101          |
| O       | abbba  | 01110          |
| P       | abbbb  | 01111          |
| Q       | baaaa  | 10000          |
| R       | baaab  | 10001          |
| S       | baaba  | 10010          |
| T       | baabb  | 10011          |
| U       | babaa  | 10100          |
| V       | babab  | 10101          |
| W       | babba  | 10110          |
| X       | babbb  | 10111          |
| Y       | bbaaa  | 11000          |
| Z       | bbaab  | 11001          |

Lo scrittore deve utilizzare due diversi caratteri per questo cifrario. Dopo aver preparato un falso messaggio con lo stesso numero di lettere di tutte le A e le B nel messaggio segreto reale, vengono scelti due caratteri, uno per rappresentare le A e l'altro le B. Quindi ogni lettera del falso messaggio deve essere presentata nel carattere appropriato, a seconda che rappresenti una A o una B.
Per decodificare il messaggio, viene applicato il metodo inverso. Ogni lettera del "carattere 1" nel falso messaggio viene sostituita con una A e ogni lettera del "carattere 2" viene sostituita con una B. L'alfabeto baconiano viene quindi utilizzato per recuperare il messaggio originale.
Qualsiasi metodo di scrittura del messaggio che consenta due rappresentazioni distinte per ogni carattere può essere utilizzato per il cifrario di Bacon. Lo stesso Bacon preparò un alfabeto bilitterale per lettere maiuscole e minuscole scritte a mano, ciascuna con due forme alternative, una da utilizzare come A e l'altra come B. Questo fu pubblicato come una tavola illustrata nel suo De Augmentis Scientiarum (The Advancement of Learning).
Poiché qualsiasi messaggio della giusta lunghezza può essere utilizzato per trasportare la codifica, il messaggio segreto è effettivamente nascosto in bella vista. Il falso messaggio può riguardare qualsiasi argomento e quindi può distrarre una persona che cerca di trovare il messaggio reale.